# Stazione di Ramodipalo
La stazione di Ramodipalo era una stazione ferroviaria posta sulla linea Verona-Rovigo. Serviva gli abitati di Ramodipalo, Rasa e Sabbioni, tutte frazioni o località del comune di Lendinara.